# Regina Miranda
Regina Miranda é uma coreógrafa, diretora teatral e analista de Movimento pelo Laban/Bartenieff Institute of Movement Studies, LIMS NYC, do qual é atualmente a Diretora Geral (CEO). No Rio, é a Diretora Artística do Centro Coreográfico do Rio de Janeiro e do Centro LABAN-RJ.

## Formação
Miranda aprendeu e trabalhou diretamente com a pioneira em Estudos do Movimento Irmgard Bartenieff (no LIMS de NYC) e com a coreógrafa Anna Sokolow na Juilliard School de NYC). Além da dança, que no Rio de Janeiro estudou com Tatiana Leskova (Ballet) , Angel e Klauss Vianna (Ballet e Contemporâneo), ela também se dedicou aos estudos de piano,  teoria e composição musical com sua mãe, a concertista Maria Guilhermina e de direção teatral com a dramaturga/diretora Maria Clara Machado. O trabalho artístico de Miranda reflete essa contexto multidisciplinar, integrando intensa fisicalidade, complexidade rítmica, e profundidade conceitual. Seus estudos acadêmicos incluem: Bacharelado em Teoria da Dança, pela SUNY/Empire State College; Pós-Graduação em Análise de Movimento, pelo Laban/Bartenieff Institute; e Mestrado em Ciências de Liderança (Gestão Cultural), pela GCU/Ken Blanchard School of Business.

## Atuação artística
Miranda acumula mais de 30 trabalhos como diretora e coreógrafa para teatro, televisão, ópera e cinema. Entre outros, na televisão, foi responsável pela direção de movimento e coreografia da novela “Que rei sou eu?”, com direção de Jorge Fernando. Em cinema, coreografou a “ Ópera do Malandro”, com direcão de Rui Guerra e música de Chico Buarque. Sua coreografia foi considerada “antológica, no padrão das melhores coreografias dos musicais americanos”, pela critica do NY Times. Em teatro, entre inúmeros trabalhos realizados, coreografou “Dalva”, estrelado por Marília Pêra, com direção de Roberto Talma, o espetáculo “Desfigura”, um monólogo sobre a vida do pintor Francis Bacon, interpretado por Edílson Botelho e Paulo Marquez e Variações Freudianas, com texto de Antonio Quinet. Em dança, a instalacão coreográfica “Divina Comédia”(1991) foi uma montagem histórica, que congregou 170 artistas e ocupou todos os espacos do Museu de Arte Moderna -MAM RJ. Para os "Atores-Bailarinos", companhia que fundou em 1980, Miranda criou mais de 40 trabalhos, entre os quais “Moderato Cantabile”, um dos representantes do Brasil na Bienal de Lyon de 96, e  “Orfeu”, espetáculo comemorativo dos 25 anos da Companhia Atores-Bailarinos, realizado no Parque Lage, em novembro de 2005.
Seu trabalho coreográfico em palcos internacionais, inclui apresentações em países como Japão (Prêmio Especial do Juri - Moosbrugger Dances, 1994), França, Venezuela e, frequentemente, Estados Unidos.  “Avenida Brasil”, coreografia criada em 1999 para o Ballet Hispanico of New York, foi exaltada pela critica do NY Times, Anna Kissselgoff, que ressaltou como Miranda “domina sua própria gramática de movimento e distingue-se por contrastes entre movimentos bruscos e intensos e momentos de quase imobilidade”.
A linguagem cênica de Regina Miranda “integra música, literatura, teatro e ...dança, num modo intrincado de fazer que se constitui num estilo autônomo.” (J.M. Durand, Lyon,1996) se expande para instalações coreográficas em espaços públicos e galerias e, mais recentemente, também para o campo da dramaturgia teatral. Em 2003, Miranda escreveu e dirigiu seu primeiro texto, Pernas Vazias, seguido por A Intimidade dos Anjos em 2006 (Prêmio Klauss Vianna). Nos últimos anos, Regina tem investigado a interface entre dança e Performance Art. Essa fase inclui "Cabelos" (2004), Feliz Aniversário(2008), "Geografias Pessoais" (2009) e Klein & Clark: Práticas de Liberdade (2011).

## Pesquisa
Miranda possui inúmeros artigos publicados em revistas nacionais e internacionais especializadas e é autora de livros teóricos sobre movimento. “O Movimento Expressivo” (esgotado, Edicão Funarte, 1980) é um texto obrigatório nas faculdades de dança brasileiras e “ Conexões Corpo- Espaco” (Bolsa Vitae 2003) foi lançado em 2008. Logo em seguida, foi publicado "Laban Lead: Liderança como Arte" (2008), onde Regina investiga a atuação do artista enquanto agente de transformação social.

## Difusão cultural
No Brasil e no exterior, Regina Miranda contribui intensamente  para a difusão da danca Brasileira e dos Estudos Labanianos de Movimento. No exterior, além de participar como coreógrafa e conferencista em inúmeros festivais e congressos, tais como “Bratislava in Movement”, festival de dança contemporânea (Eslováquia 2006), foi Diretora de Arte & Cultura do Laban/Bartenieff Institute of Movement Studies – LIMS NYC, um dos mais importante centros de Estudos de Movimento do mundo. No Brasil, em 1991, criou o I Forum de Dança Contemporânea, quando dirigia o Departamento de Dança do Museu de Arte Moderna do Rio de Janeiro (MAM-RJ) e o I Festival Latino-Americano de Dança, em 1994, quando dirigiu a Casa de Cultura Laura Alvim. Seus alunos e os bailarinos de sua companhia de dança estão hoje entre os maiores nomes da dança brasileira. Entre outros, Marina Salomon, Paulo Caldas, Paula Nestorov, Carlinhos de Jesus, Marcia Rubim, Marina Martins, Ana Bevilaqua, Henrique Schuller e Renata Versiani evidenciam a extensão de sua contribuição para a o desenvolvimento da criatividade e reflexão em dança no Brasil. Por sua importância artística e liderança no campo da dança, em 2002 Regina foi convidada pela Prefeitura do Rio para implantar e dirigir o Centro Coreográfico da Cidade do Rio de Janeiro, para o qual, entre 2004 e 2008, criou e dirigiu mais de 20 projetos de danca, entre os quais o - Ateliê Coreográfico, projeto educacional considerado modelo de excelência artística e integraçaõ social através da dança. Entre 2010 e 2020, Regina dirigiu a Cidade Criativa / Transformações Culturais, que reuniu um grupo de artistas dedicado ao desenvolvimento de processos participativos baseados em arte e cultura para o desenvolvimento de cidades criativas. Desde 1994, Regina dirige o Centro LABAN Rio, dedicado a produção de espetáculos, conferencias e estudos do movimento no Campo Labaniano. 